# Теректы (Ескельдинский район)
Теректы (каз. Теректі, до 2000 г. — Малиновка) — аул в Ескельдинском районе Жетысуской области Казахстана. Входит в состав Каратальского сельского округа. Находится примерно в 19 км к востоку от посёлка Карабулак. Код КАТО — 196447200.

## Население
В 1999 году население аула составляло 655 человек (313 мужчин и 342 женщины). По данным переписи 2009 года, в ауле проживали 624 человека (316 мужчин и 308 женщин).